# Edme Charles François Leclerc
Edme Charles François Leclerc est un homme politique français né le 31 décembre 1754 à Auxerre (Yonne) et décédé le 23 mai 1805 à Auxerre.

## Biographie
Edme Charles François Leclerc est le fils de François Leclerc, bourgeois d'Auxerre, et de Catherine Elisabeth Matherat. Président du tribunal criminel d'Auxerre, il est élu député de l'Yonne au Conseil des Cinq-Cents le 23 germinal an V. Son élection est annulée lors du Coup d'État du 18 fructidor an V. Il est nommé juge au tribunal d'Auxerre en 1800.

## Sources
- « Edme Charles François Leclerc », dans Adolphe Robert et Gaston Cougny, Dictionnaire des parlementaires français, Edgar Bourloton, 1889-1891 [détail de l’édition]